# La Maîtresse de fer
Pour plus de détails, voir Fiche technique et Distribution.
La Maîtresse de fer (The Iron Mistress) est un film américain réalisé par Gordon Douglas, sorti en 1952.

## Synopsis
Le film relate la biographie très romancée de Jim Bowie avant le Siège de Fort Alamo.
Jim, jeune paysan du nord, arrive dans le sud pour vendre du bois. Il rencontre une aristocrate (jouée par Virginia Mayo) dont il tombe amoureux. Celle-ci, d'un milieu différent, lui joue de sales tours. L'histoire parle d'un homme pris à la fois entre ses ambitions, ses passions, et son éthique.

## Fiche technique
- Titre : La Maîtresse de fer
- Titre original : The Iron Mistress
- Réalisation : Gordon Douglas
- Scénario : James R. Webb, d'après un roman de Paul Wellman (en)
- Production : Henry Blanke
- Société de production : Warner Bros.
- Musique : Max Steiner
- Photographie : John F. Seitz
- Montage : Alan Crosland Jr.
- Direction artistique : John Beckman
- Décors : George James Hopkins
- Costumes : Marjorie Best
- Pays de production : États-Unis
- Langue : anglais
- Format : Couleur (Technicolor) - Son : Mono (RCA Sound System)
- Genre : Western
- Durée : 110 minutes
- Dates de sortie : 
  - États-Unis : 19 novembre 1952 New York
  - France : 1er mai 1953
- Affiche : Boris Grinsson (France)

## Distribution
- Alan Ladd  (V.F : Maurice Dorléac) : Jim Bowie
- Virginia Mayo  (V.F : Claire Guibert) : Josephine/Judalon de Bornay
- Joseph Calleia : Juan Moreno
- Phyllis Kirk  (V.F : Françoise Gaudray) : Ursula de Varamendi
- Alf Kjellin : Philippe de Cabanal
- Douglas Dick  (V.F : René Arrieu) : Narcisse de Bornay
- Anthony Caruso  (V.F : Pierre Morin) : Jack Studenvant
- Nedrick Young  (V.F : Jean-Claude Michel) : Henri Contrecourt
- George Voskovec : John James Audubon
- Richard Carlyle  (V.F : Roger Rudel)  Roger/Rezin Bowie
- Robert Emhardt : Général Cuny
- Donald Beddoe : Dr Cuny
- Sarah Selby  (V.F : Lucienne Givry) : Mme Bowie
- Eugene Borden : Cocquelon
- Jay Novello : Juge Crain

Acteurs non crédités :
- Oliver Blake : Aubergiste
- Ann Codee : Propriétaire
- Jean Del Val : Saint Sylvain

## Autour du film
- La Maîtresse de fer est le premier film d’Alan Ladd à la Warner Bros.[1]. Il fut avant tout l'une des plus grandes stars de la Paramount Pictures.